# Каталинич, Иван
Иван Каталинич (хорв. Ivan Katalinić; 17 мая 1951, Трогир) — югославский и хорватский футболист и тренер.

## Карьера

### Футболиста
В качестве игрока большую часть своей карьеры провел в «Хайдуке», в составе которого Каталинич побеждал в чемпионате Югославии. В 1980 году, после службы в Югославской народной армии, голкиперу разрешили переехать в Англию, где он два сезона защищал ворота «Саутгемптон». В 1982 году Каталинич в качестве третьего вратаря вернулся в «Хайдук», в котором он начал свою тренерскую карьеру.

### Тренера
После долгих лет работы в тренерском штабе, в 1993 году Каталинич возглавил «Хайдук». Дважды подряд он приводил его к чемпионскому титулу в Хорватии. С 1996 по 2002 год специалист был одним из наставников в сборной Хорватии (в том числе и на бронзовым для «шашечных» ЧМ-1998 во Франции). Затем Каталинич, помимо родного чемпионата, работал в Боснии и Герцеговине, Венгрии, Албании и странах Ближнего Востока.
В 2003 году хорват работал на Украине с запорожский «Металлургом». Руководимый им команда с треском вылетела из Высшей лиги. От «понижения в классе» клуб спасся только из-за добровольного отказа от игры в элите «Александрии».

## Достижения

### Достижения в качестве игрока
- Чемпион Югославии (4): 1970/71[4], 1973/74, 1974/75, 1978/79.
- Обладатель Кубка Югославии (5): 1972, 1973, 1974, 1976, 1977.

### Тренерские достижения
- Чемпион Хорватии (2): 1993/94, 1994/95.
- Обладатель Кубка Хорватии (2): 1992/93, 1994/95.
- Обладатель Суперкубка Хорватии (3): 1992, 1993, 1994.
- Чемпион Саудовской Аравии (1): 1999/00.
- Чемпион Бахрейна (1): 2004/05.

### Ассистента
- Бронзовый призёр чемпионата мира по футболу (1): 1998.
- Обладатель Кубка Югославии (3): 1983/84, 1986/87, 1991.